# الكسندر الكساندروف
الكسندر الكساندروف (بالبلغارية: Александър Александров)‏ (19 يناير 1975 ببلوفديف في بلغاريا - ) هو لاعب كرة قدم بلغاري في مركز الهجوم. شارك مع منتخب بلغاريا لكرة القدم. أما مع النوادي، فقد لعب مع أنقرة غوجو وإسطنبول سبور وقونيا سبور وكايسري سبور وليفسكي صوفيا ونادي بوتيف بلوفديف ونادي تشيرنو مور فارنا ونادي ماريتسا بلوفديف وكوجالي سبور.

## مسيرته الكروية
لعب الكسندر الكساندروف خلال مسيرته الاحترافية مع 9 أندية في ثلاثة وعشرون موسمًا وسجل خلالها 119 هدف ضمن 472 مباراة. حيث فاز في ثلاثة مواسم بالكأس وفي موسمين بالدوري.
خاض الكسندر الكساندروف مسيرته مع نادي ماريتسا بلوفديف في موسم 1993–94 ليلعب معه أربعة مواسم، مشاركًا في 87 مباراة سجل خلالها 33 هدفًا. ثم انتقل إلى نادي ليفسكي صوفيا في موسم 1997–98 في المرة الأولى ليلعب معه أربعة مواسم ثم في موسم 2009–10 ولمدة موسمين، حيث شارك طوالها في 106 مباراة سجل خلالها 30 هدف. لينتقل بعدها إلى كوجالي سبور في موسم 2000–01 واستمر معه طيلة ثلاثة مواسم، مشاركًا في 62 مباراة سجل خلالها 10 أهداف. ثم انتقل إلى نادي إسطنبول سبور في موسم 2002–03 واستمر معه طيلة ثلاثة مواسم، مشاركًا في 79 مباراة سجل خلالها 15 هدفًا. هذا وانتقل لاحقًا إلى نادي كايسري سبور في موسم 2005–06 لمدة موسم واحد، مشاركًا في 31 مباراة سجل خلالها 6 أهداف. ثم انتقل بعدها إلى نادي أنقرة غوجو في موسم 2006–07 لمدة موسم واحد، مشاركًا في 12 مباراة ولم يسجل أي هدف. ليعود وينتقل من جديد، لكن هذه المرة إلى نادي تشيرنو مور فارنا في موسم 2007–08 واستمر معه طيلة ثلاثة مواسم، مشاركًا في 58 مباراة سجل خلالها 15 هدفًا. لينتقل بعدها إلى نادي بوتيف بلوفديف في موسم 2011–12 لمدة موسم واحد، مشاركًا في 23 مباراة سجل خلالها 8 أهداف.

## روابط خارجية
- الكسندر الكساندروف على موقع قاعدة بيانات كرة القدم.إي يو (الإنجليزية)
- الكسندر الكساندروف على موقع ناشيونال فوتبول تيمز (الإنجليزية)